# The Collection 1989–2003
A The Collection 1989-2003 Lisa Stansfield brit énekes-dalszerző 18 CD-ből, és 5 DVD-ből álló gyűjteményes kiadványa, melyet az Edsel Records jelentetett meg az Egyesült Királyságban 2014. november 10-én. Európában november 21-én jelent meg. A gyűjtemény Stansfield öt stúdióalbumát, valamint remixeket, promóciós videókat, számos ritka felvételt, élő koncertfelvételeket, valamint egy új interjút is tartalmaz.  Az összes albumot ugyanazon a napon jelentették meg.

## Tartalom
A 18 CD-t tartalmazó box az Arista Records kiadónál megjelent albumok deluxe kiadásait tartalmazza. Az Affection (1989), Real Love (1991), So Natural (1993), és a Lisa Stansfield (1997) albumokat, valamint a "People Hold On...The Remix Anthology" lemezt.

## Számlista
| 1.  | This Is the Right Time                   | Coldcut         | 4:30 |
| 2.  | Mighty Love                              | Devaney, Morris | 4:16 |
| 3.  | Sincerity                                | Devaney, Morris | 4:48 |
| 4.  | The Love in Me                           | Devaney, Morris | 5:02 |
| 5.  | All Around the World                     | Devaney, Morris | 4:29 |
| 6.  | What Did I Do to You?                    | Devaney, Morris | 4:50 |
| 7.  | Live Together                            | Devaney, Morris | 6:10 |
| 8.  | You Can't Deny It                        | Devaney, Morris | 5:31 |
| 9.  | Poison                                   | Devaney, Morris | 4:19 |
| 10. | When Are You Coming Back?                | Devaney, Morris | 5:23 |
| 11. | Affection                                | Devaney, Morris | 5:52 |
| 12. | Wake Up Baby                             | Devaney, Morris | 3:54 |
| 13. | The Way You Want It                      | Devaney, Morris | 4:59 |
| 14. | This Is the Right Time (Miles Ahead Mix) | Coldcut         | 7:45 |
| 15. | All Around the World (Long Version)      | Devaney, Morris | 7:08 |

| 1.  | My Apple Heart                              | Devaney, Morris | 5:17 |
| 2.  | Lay Me Down                                 | Devaney, Morris | 4:21 |
| 3.  | Something's Happenin'                       | Devaney, Morris | 3:57 |
| 4.  | Sing It                                     | Devaney, Morris | 5:32 |
| 5.  | This Is the Right Time (Extended Version)   | Coldcut         | 5:40 |
| 6.  | All Around the World (Around the House Mix) | Devaney, Morris | 6:03 |
| 7.  | Live Together (Extended Version)            | Devaney, Morris | 8:55 |
| 8.  | What Did I Do to You? (Mark Saunders Remix) | Devaney, Morris | 5:52 |
| 9.  | You Can't Deny It (Extended Version)        | Devaney, Morris | 7:53 |
| 10. | The Love in Me (Extended Version)           | Devaney, Morris | 7:06 |
| 11. | This Is the Right Time (Kick Mix)           | Coldcut         | 6:45 |
| 12. | All Around the World (Runaway Love Mix)     | Devaney, Morris | 4:37 |
| 13. | Live Together (Home Sweet Home Mix)         | Devaney, Morris | 7:42 |

| 1.  | People Hold On (with Coldcut) (Promo Video)         | Coldcut         |  |
| 2.  | This Is the Right Time (Promo Video)                | Coldcut         |  |
| 3.  | All Around the World (Promo Video)                  | Devaney, Morris |  |
| 4.  | Live Together (Promo Video)                         | Devaney, Morris |  |
| 5.  | What Did I Do to You? (Promo Video)                 | Devaney, Morris |  |
| 6.  | You Can't Deny It (Promo Video)                     | Devaney, Morris |  |
| 7.  | This Is the Right Time (US Version) (Promo Video)   | Coldcut         |  |
| 8.  | This Is the Right Time (Live! All Around the World) | Coldcut         |  |
| 9.  | Mighty Love (Live! All Around the World)            | Devaney, Morris |  |
| 10. | You Can't Deny It (Live! All Around the World)      | Devaney, Morris |  |
| 11. | The Love in Me (Live! All Around the World)         | Devaney, Morris |  |
| 12. | Sincerity (Live! All Around the World)              | Devaney, Morris |  |
| 13. | Poison (Live! All Around the World)                 | Devaney, Morris |  |
| 14. | Live Together (Live! All Around the World)          | Devaney, Morris |  |
| 15. | Good Morning Heartache (Live! All Around the World) |                 |  |
| 16. | What Did I Do to You? (Live! All Around the World)  | Devaney, Morris |  |
| 17. | All Around the World (Live! All Around the World)   | Devaney, Morris |  |
| 18. | People Hold On (Live! All Around the World)         | Coldcut         |  |
| 19. | Affection (Live! All Around the World)              | Devaney, Morris |  |
| 20. | The Way You Want It (Live! All Around the World)    | Devaney, Morris |  |
| 21. | 2014 Interview with Mark Goodier                    |                 |  |

| 1.  | Change                                 | Devaney, Morris | 5:39 |
| 2.  | Real Love                              | Devaney, Morris | 5:01 |
| 3.  | Set Your Loving Free                   | Devaney, Morris | 5:03 |
| 4.  | I Will Be Waiting                      | Devaney, Morris | 5:03 |
| 5.  | All Woman                              | Devaney, Morris | 5:17 |
| 6.  | Soul Deep                              | Devaney, Morris | 4:10 |
| 7.  | Make Love to Ya                        | Devaney, Morris | 4:54 |
| 8.  | Time to Make You Mine                  | Devaney, Morris | 4:55 |
| 9.  | Symptoms of Loneliness & Heartache     | Devaney, Morris | 4:43 |
| 10. | It's Got to Be Real                    | Devaney, Morris | 5:17 |
| 11. | First Joy                              | Devaney, Morris | 4:25 |
| 12. | Tenderly                               | Devaney, Morris | 3:20 |
| 13. | A Little More Love                     | Devaney, Morris | 4:35 |
| 14. | Whenever You're Gone                   | Devaney, Morris | 4:06 |
| 15. | Time to Make You Mine (Sugar Lips Mix) | Devaney, Morris | 6:43 |
| 16. | Change (Knuckles Mix)                  | Devaney, Morris | 6:29 |

| 1.  | Set Your Loving Free (Extended Version)           | Devaney, Morris | 6:00 |
| 2.  | Everything Will Get Better (Extended Mix)         | Devaney, Morris | 8:04 |
| 3.  | Change (Driza Bone Mix)                           | Devaney, Morris | 6:08 |
| 4.  | Time to Make You Mine (Bomb Squad Remix)          | Devaney, Morris | 5:12 |
| 5.  | Make Love to Ya (The Floor Mix)                   | Devaney, Morris | 6:26 |
| 6.  | Everything Will Get Better (Underground Club Mix) | Devaney, Morris | 9:54 |
| 7.  | Time to Make You Mine (House Dub)                 | Devaney, Morris | 4:45 |
| 8.  | Set Your Loving Free (Kenlou 12")                 | Devaney, Morris | 7:26 |
| 9.  | Everything Will Get Better (Sax on the Beach Mix) | Devaney, Morris | 6:35 |
| 10. | Time to Make You Mine (Kenlou Supa Mix)           | Devaney, Morris | 6:30 |
| 11. | Set Your Loving Free (Mellow Mix)                 | Devaney, Morris | 4:53 |
| 12. | Change (Misty Dub Mix)                            | Devaney, Morris | 7:23 |

| 1. | Change (Promo Video)                     | Devaney, Morris |  |
| 2. | All Woman (Promo Video)                  | Devaney, Morris |  |
| 3. | Time to Make You Mine (Promo Video)      | Devaney, Morris |  |
| 4. | Set Your Loving Free (Promo Video)       | Devaney, Morris |  |
| 5. | Change (US Version) (Promo Video)        | Devaney, Morris |  |
| 6. | A Little More Love (Promo Video)         | Devaney, Morris |  |
| 7. | 'Tain't Nobody's Biz-ness if I Do (Live) |                 |  |
| 8. | All Woman (Live)                         | Devaney, Morris |  |
| 9. | 2014 Interview with Mark Goodier         |                 |  |

| 1.  | So Natural                               | Devaney, Stansfield, Bobby Boughton | 5:05 |
| 2.  | Never Set Me Free                        | Devaney, Stansfield, Boughton       | 5:00 |
| 3.  | I Give You Everything                    | Devaney, Stansfield, Boughton       | 4:40 |
| 4.  | Marvellous & Mine                        | Devaney, Stansfield, Boughton       | 4:14 |
| 5.  | Goodbye                                  | Devaney, Stansfield, Boughton       | 4:35 |
| 6.  | Little Bit of Heaven                     | Devaney, Stansfield, Boughton       | 4:27 |
| 7.  | Sweet Memories                           | Devaney, Stansfield, Boughton       | 5:32 |
| 8.  | She's Always There                       | Devaney, Stansfield, Boughton       | 5:04 |
| 9.  | Too Much Love Makin'                     | Devaney, Stansfield, Boughton       | 4:34 |
| 10. | Turn Me On                               | Devaney, Stansfield, Boughton       | 4:39 |
| 11. | Be Mine                                  | Devaney, Stansfield, Boughton       | 4:32 |
| 12. | In All the Right Places                  | Devaney, Morris                     | 6:03 |
| 13. | Wish It Could Always Be This Way         | Devaney, Stansfield, Boughton       | 4:43 |
| 14. | Gonna Try It Anyway                      | Devaney, Stansfield, Boughton       | 3:53 |
| 15. | So Natural (Be Boy Mix)                  | Devaney, Stansfield, Boughton       | 5:19 |
| 16. | Little Bit of Heaven (Bad Yard Club Mix) | Devaney, Stansfield, Boughton       | 7:27 |

| 1.  | Someday (I'm Coming Back)                        | Devaney, Morris               | 5:34 |
| 2.  | In All the Right Places (Soundtrack Version)     | Devaney, Morris               | 5:46 |
| 3.  | So Natural (US Remix)                            | Devaney, Stansfield, Boughton | 5:25 |
| 4.  | I Give You Everything (US Remix)                 | Devaney, Stansfield, Boughton | 4:46 |
| 5.  | Little Bit of Heaven (Junior Vocal Mix)          | Devaney, Stansfield, Boughton | 6:43 |
| 6.  | Someday (I'm Coming Back) (Absolute Remix)       | Devaney, Morris               | 5:34 |
| 7.  | So Natural (No Preservatives Mix)                | Devaney, Stansfield, Boughton | 7:27 |
| 8.  | Little Bit of Heaven (Seventh Heaven Vocal Mix)  | Devaney, Stansfield, Boughton | 6:21 |
| 9.  | Marvellous & Mine (Sure Is Pure Mix)             | Devaney, Stansfield, Boughton | 9:43 |
| 10. | So Natural (Roger's Club Mix)                    | Devaney, Stansfield, Boughton | 5:41 |
| 11. | Little Bit of Heaven (Roach Motel Dub)           | Devaney, Stansfield, Boughton | 9:06 |
| 12. | Someday (I'm Coming Back) (Classic 12" Club Mix) | Devaney, Morris               | 7:43 |

| 1. | Someday (I'm Coming Back) (Promo Video)        | Devaney, Morris               |  |
| 2. | In All the Right Places (Promo Video)          | Devaney, Morris               |  |
| 3. | So Natural (Promo Video)                       | Devaney, Stansfield, Boughton |  |
| 4. | Little Bit of Heaven (Promo Video)             | Devaney, Stansfield, Boughton |  |
| 5. | So Natural (Natural Cut Version) (Promo Video) | Devaney, Stansfield, Boughton |  |
| 6. | 2014 Interview with Mark Goodier               |                               |  |
| 7. | 2014 Interview with Mark Goodier               |                               |  |

| 1.  | Never Gonna Fall                    | Ian Devaney, Peter Mokran        | 5:16 |
| 2.  | The Real Thing                      | Devaney, Mokran                  | 4:20 |
| 3.  | I'm Leavin'                         | Devaney, Mokran                  | 4:38 |
| 4.  | Suzanne                             | Devaney, Mokran                  | 4:59 |
| 5.  | Never, Never Gonna Give You Up      | Devaney, Mokran                  | 5:02 |
| 6.  | Don't Cry for Me                    | Devaney, Mokran, Rooney, Morales | 5:03 |
| 7.  | The Line                            | Devaney, Mokran                  | 4:26 |
| 8.  | The Very Thought of You             | Devaney, Mokran                  | 5:23 |
| 9.  | You Know How to Love Me             | Devaney, Mokran                  | 5:32 |
| 10. | I Cried My Last Tear Last Night     | Devaney, Mokran                  | 4:13 |
| 11. | Honest                              | Devaney, Mokran                  | 4:54 |
| 12. | Somewhere in Time                   | Devaney, Mokran                  | 4:44 |
| 13. | Got Me Missing You                  | Devaney, Mokran                  | 4:43 |
| 14. | Footsteps                           | Devaney, Mokran                  | 3:48 |
| 15. | Baby Come Back                      | Devaney, Mokran                  | 4:43 |
| 16. | People Hold On (Jon Is the Don Mix) | Dan Bewick, Matt Frost           | 8:09 |

| 1.  | The Real Thing (Touch Extended Mix)                          | Devaney, Mokran | 6:27  |
| 2.  | Breathtaking                                                 | Devaney         | 4:50  |
| 3.  | You Get Me                                                   | Devaney         | 5:37  |
| 4.  | Never, Never Gonna Give You Up (77th Heaven Mix)             | Devaney, Mokran | 7:10  |
| 5.  | The Line (Devaney & Mokran Mix)                              | Devaney, Mokran | 5:55  |
| 6.  | The Real Thing (Silk's Real House Thang)                     | Devaney, Mokran | 9:45  |
| 7.  | Never, Never Gonna Give You Up (Frankie's Hard R&B Club Mix) | Devaney, Mokran | 6:54  |
| 8.  | The Line (Hippie Torrales Mix)                               | Devaney, Mokran | 6:41  |
| 9.  | The Real Thing (Dirty Rotten Scoundrels Vocal Mix)           | Devaney, Mokran | 7:38  |
| 10. | Never, Never Gonna Give You Up (Nikolas & Sibley Club Mix)   | Devaney, Mokran | 8:36  |
| 11. | Never Gonna Fall (Junior's Return To 27th & 10th Anthem)     | Devaney, Mokran | 10:23 |

| 1.  | The Real Thing (Promo Video)                                     | Devaney, Mokran                  |  |
| 2.  | Never, Never Gonna Give You Up (Promo Video)                     | Devaney, Mokran                  |  |
| 3.  | The Line (Promo Video)                                           | Devaney, Mokran                  |  |
| 4.  | Don't Cry for Me (Promo Video)                                   | Devaney, Mokran, Rooney, Morales |  |
| 5.  | People Hold On (Bootleg Mix) (Promo Video)                       | Bewick, Frost                    |  |
| 6.  | Never, Never Gonna Give You Up (US Edit) (Promo Video)           | Devaney, Mokran                  |  |
| 7.  | The Real Thing (Live at Riverside Studios, 1997)                 | Devaney, Mokran                  |  |
| 8.  | I'm Leavin' (Live at Riverside Studios, 1997)                    | Devaney, Mokran                  |  |
| 9.  | People Hold On (Live at Riverside Studios, 1997)                 | Bewick, Frost                    |  |
| 10. | Suzanne (Live at Riverside Studios, 1997)                        | Devaney, Mokran                  |  |
| 11. | Don't Cry for Me (Live at Riverside Studios, 1997)               | Devaney, Mokran, Rooney, Morales |  |
| 12. | Never, Never Gonna Give You Up (Live at Riverside Studios, 1997) | Devaney, Mokran                  |  |
| 13. | Change (Live at Riverside Studios, 1997)                         | Devaney, Morris                  |  |
| 14. | You Know How to Love Me (Live at Riverside Studios, 1997)        | Devaney, Mokran                  |  |
| 15. | The Line (Live at Riverside Studios, 1997)                       | Devaney, Mokran                  |  |
| 16. | All Around the World (Live at Riverside Studios, 1997)           | Devaney, Morris                  |  |
| 17. | 2014 Interview with Mark Goodier                                 |                                  |  |

| 1.  | I've Got Something Better                    | Devaney | 4:25 |
| 2.  | Let's Just Call It Love                      | Devaney | 4:17 |
| 3.  | You Can Do That                              | Devaney | 4:30 |
| 4.  | How Could You?                               | Devaney | 4:34 |
| 5.  | Candy                                        | Devaney | 5:06 |
| 6.  | I'm Coming to Get You                        | Devaney | 3:54 |
| 7.  | 8-3-1                                        | Devaney | 4:31 |
| 8.  | Wish on Me                                   | Devaney | 4:49 |
| 9.  | Boyfriend                                    | Devaney | 4:44 |
| 10. | Don't Leave Now I'm in Love                  | Devaney | 4:17 |
| 11. | Didn't I                                     | Devaney | 4:51 |
| 12. | Face Up                                      | Devaney | 4:52 |
| 13. | When the Last Sun Goes Down                  | Devaney | 3:57 |
| 14. | All over Me                                  | Devaney | 5:09 |
| 15. | Can't Wait To                                | Devaney | 4:27 |
| 16. | Let's Just Call It Love (Original Vocal Mix) | Devaney | 5:30 |
| 17. | 8-3-1 (Ian Devaney Remix)                    | Devaney | 6:02 |

| 1.  | Let's Just Call It Love (Dreemhouse Full Extended Mix) | Devaney         | 4:36  |
| 2.  | More Than Sex                                          |                 | 5:01  |
| 3.  | 8-3-1 (Morales Radio Mix)                              | Devaney         | 3:23  |
| 4.  | I've Got Something Better (Trackmasters Remix)         | Devaney         | 3:54  |
| 5.  | All Around the World (Norty Cotto Remix)               | Devaney, Morris | 7:33  |
| 6.  | Let's Just Call It Love (Silk Cut Mix)                 | Devaney         | 5:37  |
| 7.  | 8-3-1 (Morales Alternative Club Mix)                   | Devaney         | 9:34  |
| 8.  | All Around the World (Junior Vasquez Earth Anthem)     | Devaney, Morris | 10:50 |
| 9.  | Let's Just Call It Love (D.Y.N.K. Vocal)               | Devaney         | 6:12  |
| 10. | 8-3-1 (Morales Dub)                                    | Devaney         | 8:12  |
| 11. | All Around the World (Norty's World Dub)               | Devaney, Morris | 7:52  |
| 12. | Let's Just Call It Love (K-Warren Full Vocal)          | Devaney         | 6:13  |

| 1.  | Let's Just Call It Love (Promo Video)                      | Devaney                       |  |
| 2.  | 8-3-1 (Live at Ronnie Scott's)                             | Devaney                       |  |
| 3.  | The Real Thing (Live at Ronnie Scott's)                    | Devaney, Mokran               |  |
| 4.  | So Natural (Live at Ronnie Scott's)                        | Devaney, Stansfield, Boughton |  |
| 5.  | Make Love to Ya (Live at Ronnie Scott's)                   | Devaney, Morris               |  |
| 6.  | Tenderly (Live at Ronnie Scott's)                          | Devaney, Morris               |  |
| 7.  | Someday (I'm Coming Back) (Live at Ronnie Scott's)         | Devaney, Morris               |  |
| 8.  | Don't Explain (Live at Ronnie Scott's)                     |                               |  |
| 9.  | They Can't Take That Away from Me (Live at Ronnie Scott's) |                               |  |
| 10. | Didn't I (Live at Ronnie Scott's)                          | Devaney                       |  |
| 11. | Change (Live at Ronnie Scott's)                            | Devaney, Morris               |  |
| 12. | Live Together (Live at Ronnie Scott's)                     | Devaney, Morris               |  |
| 13. | I've Got Something Better (Live at Ronnie Scott's)         | Devaney                       |  |
| 14. | Face Up (Live at Ronnie Scott's)                           | Devaney                       |  |
| 15. | All Woman (Live at Ronnie Scott's)                         | Devaney, Morris               |  |
| 16. | Never, Never Gonna Give You Up (Live at Ronnie Scott's)    | Devaney, Mokran               |  |
| 17. | People Hold On (Live at Ronnie Scott's)                    | Bewick, Frost                 |  |
| 18. | All Around the World (Live at Ronnie Scott's) (+ q & a)    | Devaney, Morris               |  |
| 19. | 2014 Interview with Mark Goodier                           |                               |  |

| 1.  | People Hold On (Full Length Disco Mix)                      | Coldcut               | 9:24 |
| 2.  | What Did I Do to You? (Morales Mix)                         | Devaney, Morris       | 7:59 |
| 3.  | Change (Ultimate Club Mix)                                  | Devaney, Morris       | 7:54 |
| 4.  | Never, Never Gonna Give You Up (Frankie's Classic Club Mix) | Devaney, Peter Mokran | 8:15 |
| 5.  | This Is the Right Time (The Rhythm Mix)                     | Coldcut               | 7:51 |
| 6.  | The Real Thing (K-Klassic Mix)                              | Devaney, Mokran       | 8:39 |
| 7.  | Let's Just Call It Love (Feel It Mix)                       | Devaney               | 7:42 |
| 8.  | Make Love to Ya (Light Me Up Mix)                           | Devaney, Morris       | 5:02 |
| 9.  | Set Your Loving Free (Dubmaster Edit)                       | Devaney, Morris       | 4:42 |
| 10. | Time to Make You Mine (Sunship Mix)                         | Devaney, Morris       | 6:00 |
| 11. | All Around the World (The Global Quest)                     | Devaney, Morris       | 6:17 |

| 1.  | Live Together (Live It Up)                             | Devaney, Morris | 6:42  |
| 2.  | This Is the Right Time (Shep Pettibone Extended Remix) | Coldcut         | 9:44  |
| 3.  | I'm Leavin' (Hex Hector N.Y.C. Rough Mix)              | Devaney, Mokran | 10:09 |
| 4.  | Let's Just Call It Love (Bass City Rollaz Rollin' Dub) | Devaney         | 5:52  |
| 5.  | Never Gonna Fall (Wyclef Remix)                        | Devaney, Mokran | 3:52  |
| 6.  | Set Your Loving Free (Low Life Mix)                    | Devaney, Morris | 5:47  |
| 7.  | Never, Never Gonna Give You Up (After Hours Mix)       | Devaney, Mokran | 7:10  |
| 8.  | The Love in Me (12" Remix)                             | Devaney, Morris | 7:10  |
| 9.  | You Can't Deny It (Sky King Mix)                       | Devaney, Morris | 8:21  |
| 10. | What Did I Do to You? (Anti Poll Tax Dub)              | Devaney, Morris | 6:31  |
| 11. | Change (Metamorphosis Mix)                             | Devaney, Morris | 7:54  |

| 1.  | All Around the World (American Club Remix)                    | Devaney, Morris | 11:34 |
| 2.  | The Line (Pure Funk Mix)                                      | Devaney, Mokran | 4:20  |
| 3.  | Change (Bone-Idol Mix)                                        | Devaney, Morris | 5:57  |
| 4.  | Live Together (Big Beat Mix)                                  | Devaney, Morris | 5:00  |
| 5.  | The Real Thing (Yūtenji Mix)                                  | Devaney, Mokran | 4:55  |
| 6.  | You Can't Deny It (Yvonne Turner Extended Remix)              | Devaney, Morris | 7:39  |
| 7.  | The Line (Ian O'Brien's Benfleet 3:30 Mix)                    | Devaney, Mokran | 10:06 |
| 8.  | Never, Never Gonna Give You Up (Franktified Off the Hook Dub) | Devaney, Mokran | 7:14  |
| 9.  | What Did I Do to You? (Red Zone Mix)                          | Devaney, Morris | 7:45  |
| 10. | Time to Make You Mine (In My Dreams Mix)                      | Devaney, Morris | 9:24  |
| 11. | All Around the World (Attack Mix)                             | Devaney, Morris | 5:00  |

## Kiadási előzmények
| Régió              | Dátum              | Label | Formátum      | Katalógus |
| ------------------ | ------------------ | ----- | ------------- | --------- |
| Egyesült Királyság | 2014. november 10. | Edsel | 13 CD + 5 DVD | LSBOX 001 |
| Európa             | 21 November 2014   | Edsel | 13 CD + 5 DVD | LSBOX 001 |